# Russell Oberlin
Russell Keys Oberlin, né le 11 octobre 1928 à Akron (Ohio) et mort le 25 novembre 2016 à New York, est le premier, et pendant des années le seul, contre-ténor connu de tous aux États-Unis – pour citer The New Yorker, « le premier contre-ténor vedette américain ». Figure pionnière du renouveau de la musique ancienne dans les années cinquante et soixante, il chante des deux côtés de l'Atlantique et son répertoire s'étend du XIIIe au XXe siècle, du Jeu de Daniel au Songe d'une nuit d'été de Benjamin Britten.

## Biographie
Russell Oberlin étudie à la Juilliard School de 1948 à 1951. En 1952 il aide à fonder l'ensemble New York Pro Musica Antiqua (en) au sein duquel il chante la musique du Moyen Âge et de la Renaissance, sa voix de ténor évoluant bientôt vers celle d'alto, un « ténor clair, allongé loin dans l'aigu (jusqu'au la des sopranos), appuyé sur la voix de poitrine (donc, justement, sans « poitrinage »), aisé, vibré, réel, tout le contraire du fausset angélique popularisé par Alfred Deller ». Cette voix donnera naissance à une école américaine représentée, entre autres, par Jeffrey Gall, Derek Lee Ragin, Brian Asawa, David Daniels et Bejun Mehta.
Lorsque Pro Musica présente sa recréation du Jeu de Daniel en janvier 1958 aux Cloisters, Russell Oberlin interprète le rôle du prince Balthazar comme il le fera dans l'enregistrement pour la télévision qui suivra en 1965.
Russell Oberlin chante la partie d'alto du Messie de Haendel dirigé par Leonard Bernstein en 1955. Il interprète le rôle d'Obéron, créé par Alfred Deller au festival d'Aldeburgh, à la première du Songe de Britten, dirigé à Covent Garden en 1961 par Georg Solti et mis en scène par John Gielgud. Il fait de même à Vancouver pour la première nord-américaine et à l'Opéra de San francisco, cette fois pour la première américaine. En 1965, Bernstein, dont il avait créé la musique de scène pour l'adaptation en anglais de l'Alouette de Jean Anouilh par Lillian Hellman, écrit pour lui dans ses Chichester Psalms.
À l'âge de 36 ans, il décide de se consacrer à l'enseignement au Hunter College de l'université de la ville de New York, où il professera de 1966 à 1994. Dans le cadre du programme Fulbright, il donne des conférences aux États-Unis et au Royaume-Uni.